# Eduard Seler

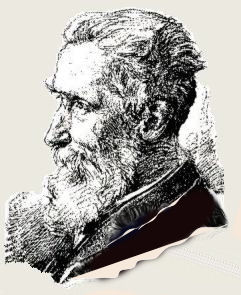
Eduard Seler.

Eduard Georg Seler, född 5 december 1849 i Crossen an der Oder, död 23 november 1922 i Berlin, var en tysk etnograf (amerikanist).
Seler anställdes 1884 vid Museum für Völkerkunde i Berlin, erhöll 1899 Loubatprofessuren i amerikansk forskning vid Berlins universitet och blev 1904 tillika avdelningschef vid museet. Han företog från 1887 resor till Mexiko och Guatemala samt var framstående kännare av indianspråken och den gammalmexikanska och mayakulturen.